# (13526) Libbrecht
(13526) Libbrecht est un astéroïde de la ceinture principale.

## Description
(13526) Libbrecht est un astéroïde de la ceinture principale. Il fut découvert le 3 août 1991 à La Silla par Eric Walter Elst. Il présente une orbite caractérisée par un demi-grand axe de 2,27 UA, une excentricité de 0,13 et une inclinaison de 6,6° par rapport à l'écliptique.

## Compléments